# بن ويتلي
بن ويتلي (بالإنجليزية: Ben Wheatley) (و. 1972  م) هو مخرج أفلام، ومخرج تلفزيوني، وكاتب سيناريو بريطاني.

## وصلات خارجية
- بن ويتلي على موقع IMDb (الإنجليزية)
- بن ويتلي على موقع ألو سيني (الفرنسية)
- بن ويتلي على موقع أول موفي (الإنجليزية)
- بن ويتلي على موقع قاعدة بيانات الأفلام السويدية (السويدية)
- بن ويتلي على موقع قاعدة بيانات الفيلم (الإنجليزية)
- بن ويتلي على موقع كينوبويسك (الروسية)